# Лоренцо Ариаудо
Лоренцо Ариаудо (на италиански: Lorenzo Ariaudo) е италиански футболист, играещ за Ювентус като защитник. Първият му официален мач за Ювентус е на 27 август 2008 срещу Артмедия Петржалка в третия квалификационен кръг на Шампионската лига.